# Robert-Schumann-Denkmal (Zwickau)
Das Robert-Schumann-Denkmal ist ein Denkmal für den Komponisten Robert Schumann (1810–1856) auf dem Hauptmarkt der Stadt Zwickau im Freistaat Sachsen. Es wurde 1901 eingeweiht und dreimal versetzt. Aufgrund der „personen- und stadtgeschichtlichen Bedeutung“ (Denkmaldokument) steht es unter Denkmalschutz.

## Gestaltung
Das Denkmal ist eine überlebensgroße Bronzeplastik des Komponisten auf einem Granitsockel. Robert Schumann sitzt in nachdenklicher, träumerischer Pose seitlich auf einem Stuhl. Der Granitsockel trägt als Inschrift den Namen des Komponisten und steht auf einem Stufenunterbau, der beim zweiten Standort 1938–1947 weggelassen wurde.

## Geschichte

### Von der Idee bis zum ersten Standort
Im Jahre 1885 erfolgte in Zwickau die Gründung eines Komitees zur Errichtung eines Denkmals für Robert Schumann. Wichtigste Aufgabe war zunächst das Sammeln von Spendengeldern. Schumanns Witwe Clara wurde über das Vorhaben informiert, lehnte es aber mehrfach ab, sich finanziell zu beteiligen. Nach weniger als fünf Jahren waren bereits 35.000 Reichsmark zusammengetragen worden, so dass eine öffentliche Ausschreibung für ein würdiges Denkmal des Komponisten erfolgen konnte. Die Auswahl fiel auf den jungen Leipziger Bildhauer Johannes Hartmann (1869–1952), dessen Hauptwerk das Robert-Schumann-Denkmal wurde. Nach dem 1900 vorgestellten Entwurf erfolgte 1901 der Bronzeguss durch die Firma Pirner & Franz aus Dresden. Der Rat der Stadt Zwickau bestimmte für die Aufstellung des Denkmals den nordöstlichen Teil des Hauptmarktes, gegenüber dem Gewandhaus. Die Enthüllung erfolgte im Rahmen eines Musikfestes zum Geburtstag Schumanns am 8. Juni:

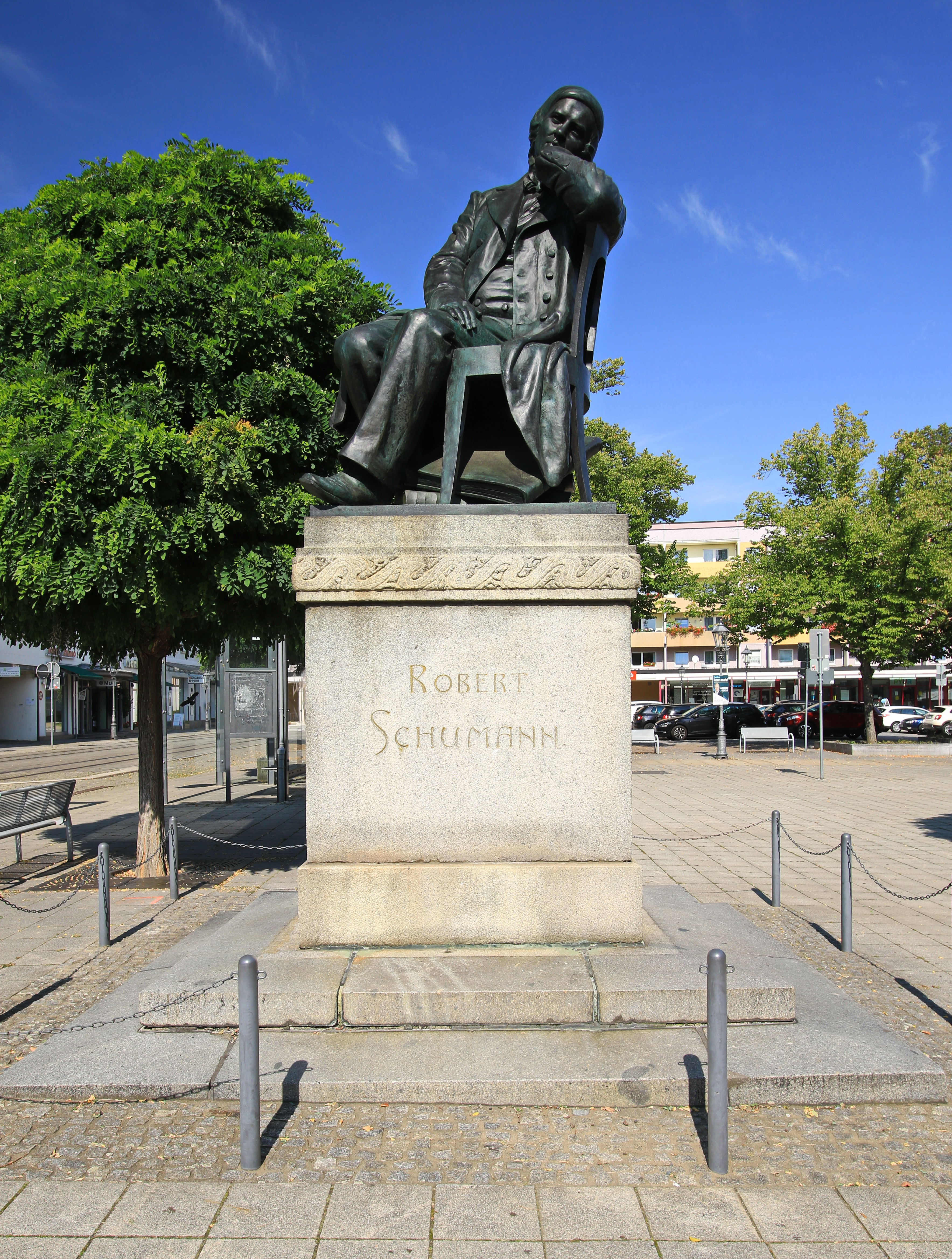
Robert-Schumann-Denkmal (2020)

Die feierliche Einweihung des Denkmals fand Punkt 12 Uhr bei strahlendem Sonnenschein statt. Anwesend waren unter anderem nahezu 100 Ehrengäste, über 100 Musiker und mehrere 100 Sänger. So nahmen drei Töchter Schumanns und mehrere seiner Enkel, einige seiner früheren persönlichen Freunde wie Joseph Joachim und Carl Reinecke, dessen anlässlich komponierte Festhymne aufgeführt wurde, sowie Bildhauer Hartmann teil.
Bereits wenige Jahre nach der Einweihung setzten erste Diskussionen über eine mögliche Erhöhung und Standortwechsel ein. Für den Hauptmarkt sprach stets die zentrale Lage. Andererseits gab es den Wunsch einer idyllischeren Umgebung. Dieser Zielkonflikt war der Keim für mehrere Umzüge.

### Nationalsozialismus

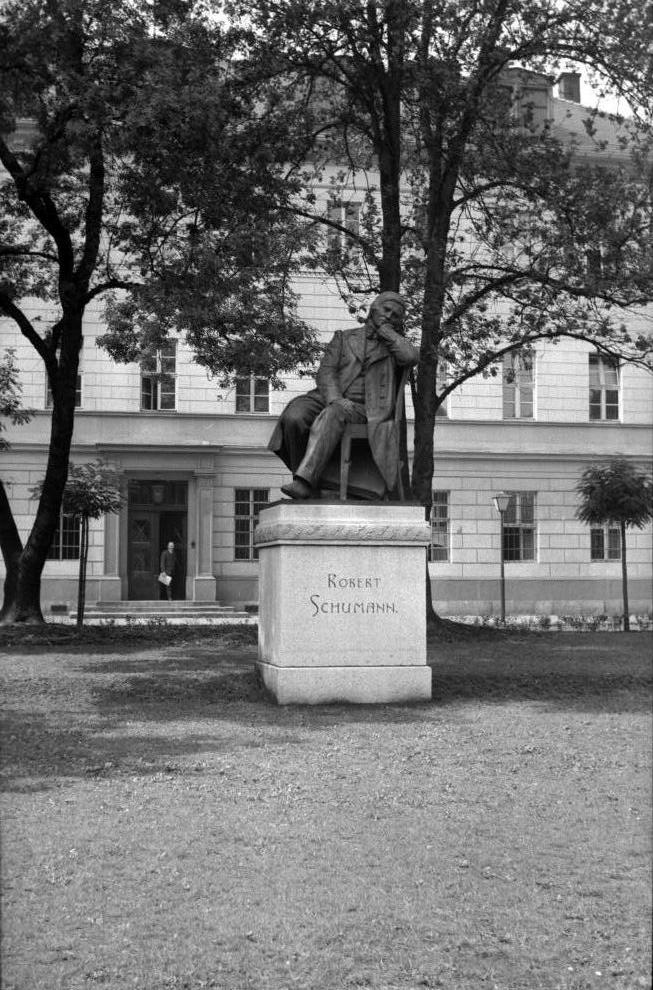
Ohne Stufenunterbau vor dem Gebäude der Kreishauptmannschaft bzw. des Regierungsbezirks

Während der Herrschaft des Nationalsozialismus wurde das Denkmal 1938 vom Hauptmarkt auf den neu gestalteten Robert-Schumann-Platz versetzt, wo es zu Schumanns Geburtstag am 8. Juni eingeweiht wurde. Der neue Standort in unmittelbarer Nähe zum Kornmarkt hieß bis dahin Regierungsplatz und ursprünglich Klosterplatz. Heute ist er teilweise vom Paul-Kirchhoff-Bau der Westsächsischen Hochschule Zwickau überbaut und teilweise als Innenhof erhalten geblieben, der frei zugänglich am Eingang der Hochschulbibliothek vorbei zu erreichen ist. Nicht zu verwechseln ist er mit dem heutigen Robert-Schumann-Platz oder dem historischen Schumannplatz, der heute Teil der Humboldtstraße ist.
Auf der Hauptversammlung der Robert-Schumann-Gesellschaft in Zwickau 1939 schätzte der Oberbürgermeister Ewald Dost (NSDAP) ein, dass das Denkmal „nicht mehr der Auffassung, die der heutige Mensch vom Wesensbild Schumanns habe“, entspräche. Er brachte den Plan zur Schaffung eines neuen Denkmals zur Sprache, der nie umgesetzt wurde, und rief die Mitglieder der Gesellschaft zu spenden auf.
Der US-amerikanische Luftangriff vom 19. März 1945 traf auch den Robert-Schumann-Platz: So wurde das Denkmal von Bombensplittern beschädigt, aber im Gegensatz zu angrenzenden Gebäudeteilen nicht zerstört.

### SBZ und DDR

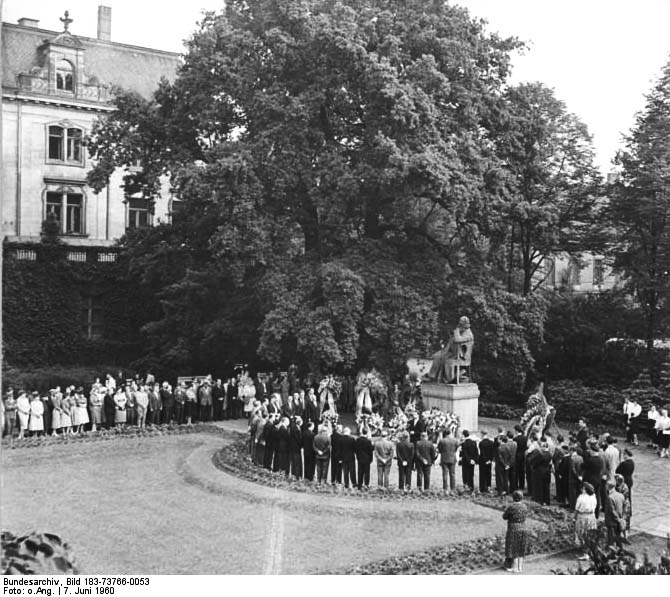
Schwanenteichpark, Kranzniederlegung zum 150. Geburtstag, 1960

Unter sowjetischer Besatzung wurde das Denkmal am 13. November 1947 vom ruinierten Robert-Schumann-Platz in die Anlagen am Schwanenteich versetzt – nun wieder mit Stufenunterbau. Die Einweihung am darauffolgenden 8. Juni 1948 fand im Rahmen einer Robert-Schumann-Woche statt. Der genaue Standort gegenüber vom Musikpavillon mit dem Rücken zur Humboldtstraße zwischen den Hausnummern 1 und 3 ist heute noch durch ein Quadrat in den Gehwegplatten zu erkennen.
Zur DDR-Zeit wurde eine Rückversetzung zum ursprünglichen Standort auf dem Hauptmarkt diskutiert.
Am 1. Februar 1985 wurde die Bronzeplastik zur Restauration bis zum 8. Juni des Jahres temporär entfernt: Kriegs-, Korrosions- und Umweltschäden wurden beseitigt.

### Seit dem BRD-Beitritt
Anfang der 1990er Jahre engagierte sich die Robert-Schumann-Gesellschaft Zwickau konkret für die Rückversetzung. Im November 1992 genehmigte der Stadtrat das Vorhaben, das bis zum 875-jährigen Stadtjubiläum im Folgejahr realisiert wurde. Privatspenden finanzierten das Projekt, das von der Baufirma Kohlhause Anfang Juni umgesetzt wurde. Oberbürgermeister Rainer Eichhorn (CDU) enthüllte das Denkmal am 8. Juni 1993 im Rahmen des XI. Internationalen Schumannwettbewebs. Dieser aktuelle Standort ist leicht versetzt zum ursprünglichen.
Des Denkmals selbst wird verschiedentlich gedacht: 2001 wurde nicht nur der Komponist geehrt, sondern auch das 100-jährige Jubiläum begangen. Ute Bär setzte sich wissenschaftlich intensiv mit dem Denkmal auseinander und trat dazu 2005 vortragend und in den Folgejahren publizistisch in Erscheinung. Ein im Dezember 2014 erschienenes Spielfigurenset zu Monopoly Zwickau enthielt unter anderem eine Miniaturvariante der Bronzefigur. Auch wurde sie auf den Gedenkmedaillen zum 900-jährigen Stadtjubiläum dargestellt.
Neben der klassischen Geburtstagsehrung findet seit 2005 am Denkmal das jährliche Jazzprogramm summer swing bei Schumann statt. Dazu wurde 2024 der Gegenpart summer rock bei Schumann geschaffen.
Letzte grundlegende Schutzmaßnahmen waren die Errichtung einer defensiv-architektonischen Umrandung 2007, welche aus kniehohen Metallpfosten und dazwischenhängenden Ketten besteht, und eine Restauration 2018: Dabei führte die Firma Ostmann und Hempel eine Reinigung durch und trug korrosionsschützendes, mikrokristallines Heißwachs auf. So wurde aus der grünlichen Färbung der Patina ein gleichmäßiges Schwarz. Die genannte Firma, die auch das Thomas-Müntzer-Denkmal an der Katharinenkirche restauriert hat, betreibt seither regelmäßig Reinigung und Schutzschichtspflege. Das Robert-Schumann-Denkmal trägt auf der Liste der Kulturdenkmale Zwickaus die Objektnummer 09231462.

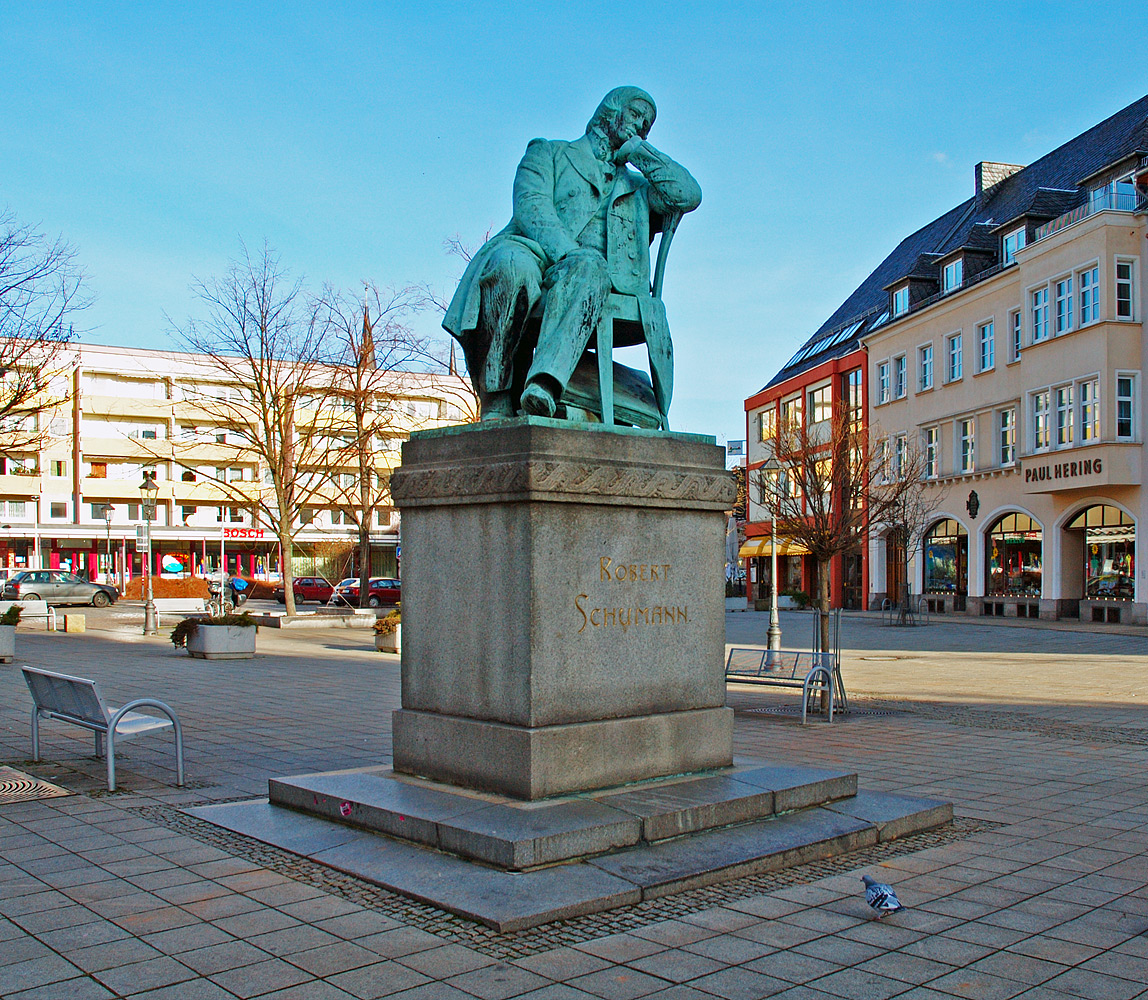
Grünliche Patina, Aufkleber an Stufen (2005)
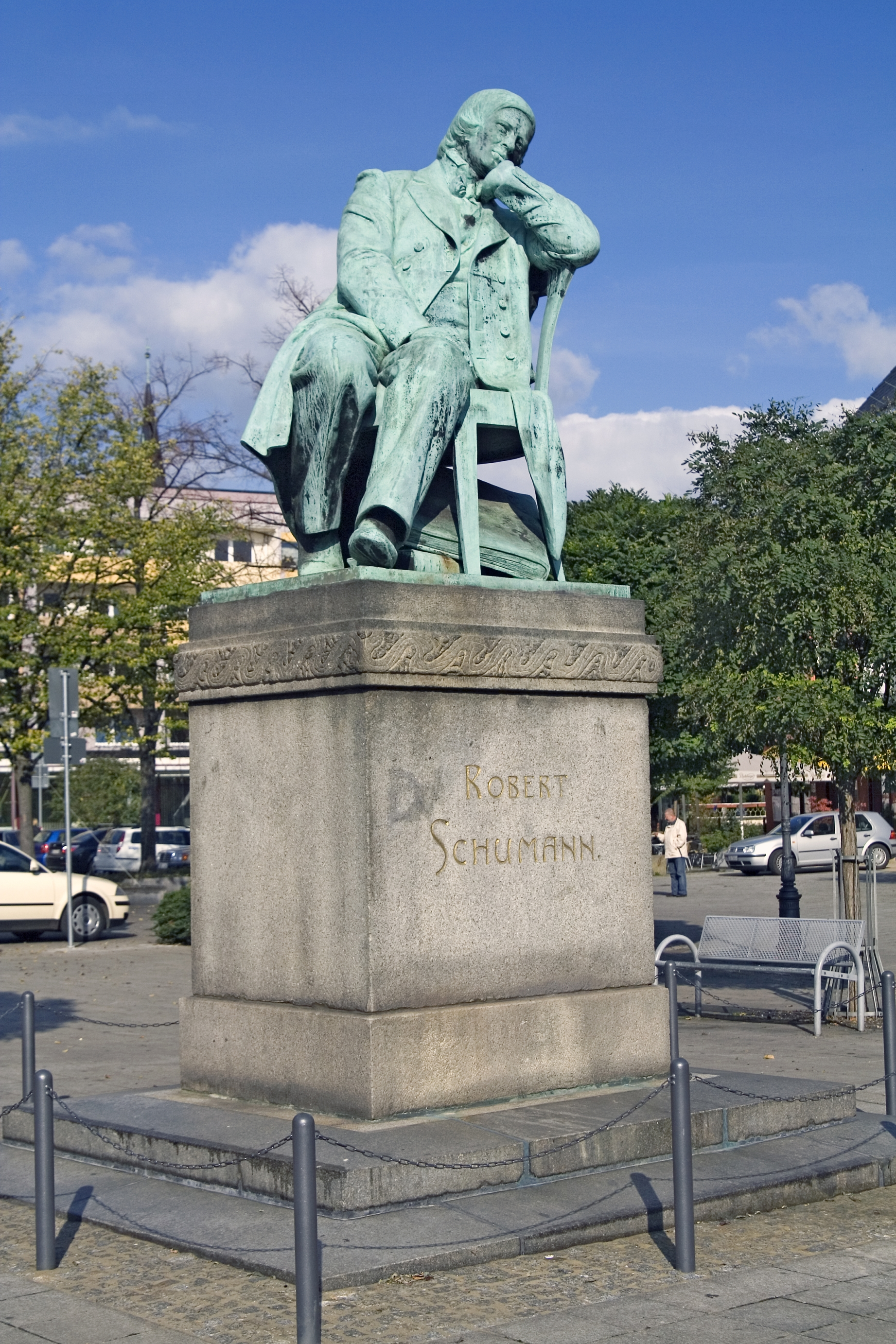
Umrandung, Fleck an Inschrift (2007)
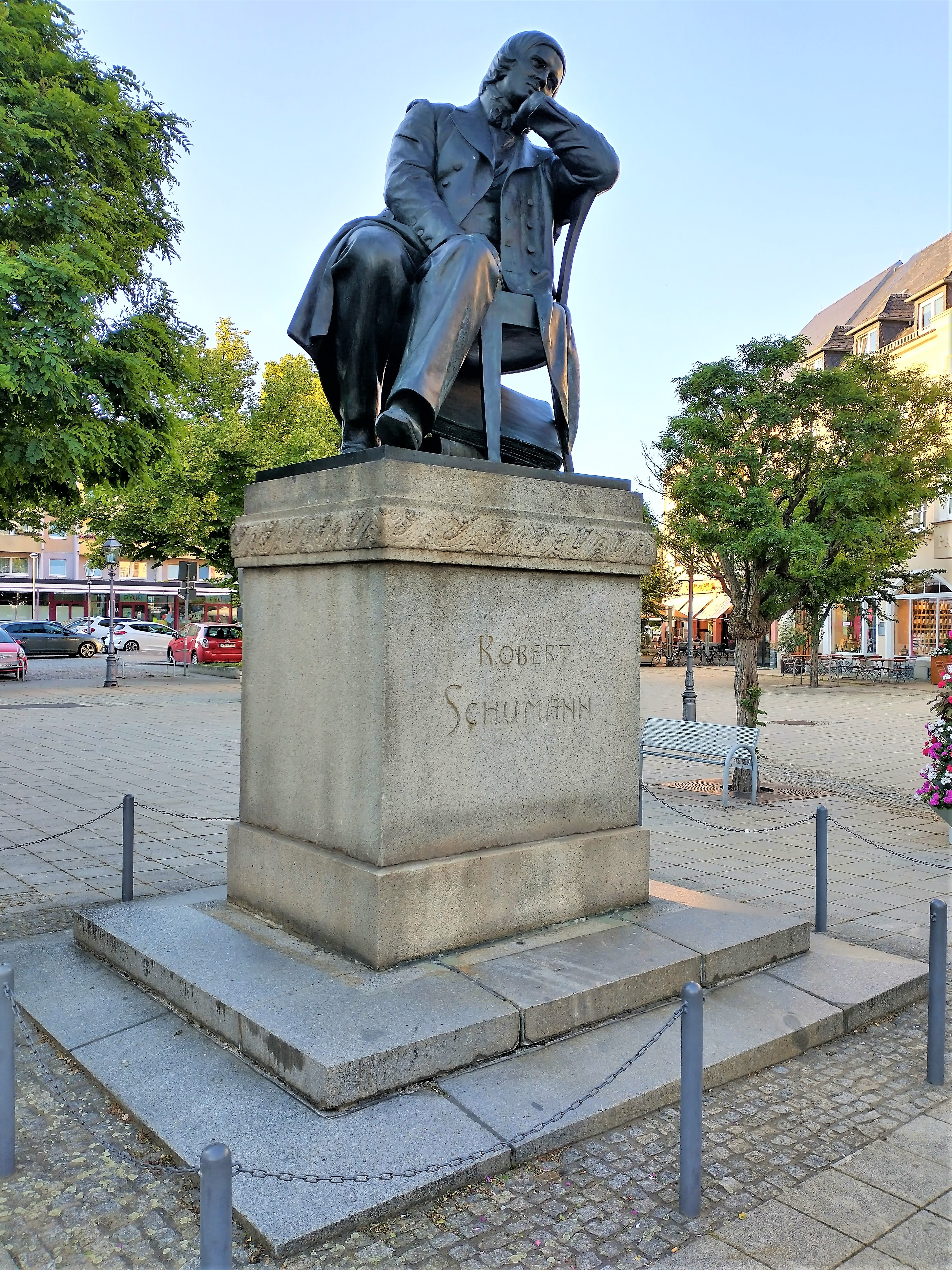
Schwarze Skulptur, unterbrochene Kette (2021)